# La Riba
La Riba település Spanyolországban, Tarragona tartományban. La Riba Montblanc, Vilaverd, Valls, Alcover és Mont-ral községekkel határos. Lakosainak száma 569 fő (2024).

## Népesség
A település népessége az elmúlt években az alábbi módon változott:
| Lakosok száma | 84   | 1183 | 755  | 822  | 989  | 676  | 722  | 601  | 585  | 569  |
|               | 1717 | 1887 | 1936 | 1960 | 1986 | 2004 | 2009 | 2014 | 2019 | 2024 |